# ارزیابی غیرمخرب درختان سرپا
ارزیابی غیرمخرب درختان سرپا کتابی به نویسندگی سعید کاظمی‌نجفی است که در سال ۱۳۹۶ توسط دانشگاه تربیت مدرس، مرکز نشر آثار علمی به زبان فارسی منشتر شد. این کتاب در زمینه مهندسی کشاورزی بوده و در زمستان ۱۳۹۶ در فهرست نامزدهای دریافت جایزه کتاب سال قرار گرفت.
کتاب ارزیابی غیرمخرب درختان سرپا به عنوان یکی از برگزیدگان سی و پنجمین دوره کتاب سال ایران انتخاب شد.
مراسم سی و پنجمین دوره جایزه کتاب‌سال جمهوری اسلامی ایران و بیست و پنجمین دوره جایزه جهانی کتاب سال با حضور حسن روحانی، رئیس‌جمهوری ایران ۱۸ بهمن ۱۳۹۶ در تالار وحدت برگزار شد.

## دربارهٔ کتاب
درخت، یک عامل حیاتی و ضروری در دنیای امروز است و سودمندی‌های بشماری دارد؛ اما باوجود تمام سودمندی‌هایی که درخت دارد، شکستگی و افتادن آن در اثر بارهای وارد، به‌ویژه در هنگام طوفان‌ها و وزش بادهای شدید باعث خسارت‌های شدید اقتصادی و حتی جانی می‌شود که این امر با توجه به وجود گسترده درختان به‌ویژه در مناطق شهری اهمیت زیادی دارد. کتاب ارزیابی غیرمخرب درختان سرپا به‌منظور ارائه شیوه‌های ارزیابی غیر مخرب درختان سرپا به رشته تحریر درآمده است.

## جوایز
- کتاب برگزیده سال ۱۳۹۶[۱]

## کتاب سال
کتاب سال عنوان یک جایزه نیمه‌دولتی ایرانی است که هر ساله در بهمن ماه توسط خانه کتاب ایران با تأیید نهایی وزیر فرهنگ و ارشاد اسلامی به نویسندگان برگزیده و شایسته تقدیر در بخش‌های کلیات، فلسفه و روانشناسی، دین، علوم اجتماعی، زبان، علوم کاربردی، هنر، ادبیات و تاریخ و جغرافیا اعطا می‌شود.
پیش تر این جایزه تحت عنوان جایزه سلطنتی کتاب سال از سوی بنیاد پهلوی به کتاب‌های برگزیدهٔ اهدا می‌شد و تا نوروز ۱۳۵۷ ادامه داشت.

### ۳۵امین دوره
در سی و پنجمین دوره کتاب سال ایران آثار منتشر شده در بازه زمانی فروردین تا اسفند ۹۵ مورد ارزیابی و داوری قرار گرفته‌است. در مجموع ۵۵ هزار عنوان کتاب در این دوره قرار داشت که در نهایت ۲۵۵ اثر به مرحله دوم داوری راه یافت که در ۱۱ موضوع از جمله شامل کلیات، فلسفه، روانشناسی، فیلم، کودک و نوجوان و … در ۷۲ گروه مورد ارزیابی قرار گرفت. همچنین ۲۸ اثر تألیفی، ۱۳ اثر ترجمه ای و دو اثر تصحیحی انتخاب و به عنوان برگزیده یا شایسته تقدیر تعیین شده‌اند.